# Marianao (La Habana)
Marianao es un municipio de la Provincia de La Habana (Cuba). Limita del noroeste al noreste con el municipio de Playa, del sureste al sur con el municipio de Boyeros y del sur al suroeste con el municipio de La Lisa. 
Desde su constitución en municipio y hasta 1976 integraba también los mencionados municipios de Playa (Marianao norte) y La Lisa. Toda esta zona urbana estaba separada por el Río Almendares del antiguo municipio de La Habana, capital del país.

## Fundación
En los siglos xvi y xvii se asientan en la zona del actual Marianao los primeros colonos que se dedicaron a la ganadería primeramente y posteriormente a la actividad azucarera característica del resto de la Isla.
A principios del siglo XVIII el ayuntamiento de La Habana otorga al presbítero Francisco Zayas Bazán unos terrenos como a tres leguas de la capital en los que dicho cura decide fundar un poblado. A tal efecto lleva a varios frailes de las órdenes Dominico, Agustina y Belemitas, quienes forman el primer caserío en 1719. Sin embargo, este asentamiento es destruido por un incendio en 1726. Como consecuencia sus moradores se dispersan yendo unos hacia el norte para formar el caserío de la Ceiba y otros se quedan para de nuevo crear un poblado en el mismo lugar, denominado “Quemados” o “Quemado Viejo”. En 1765 se nombra al poblado cabeza de partido con el nombre de Quemados de Marianao. Por esta ficha ya existía en el sitio una ermita. En 1789 se eleva su iglesia a parroquia bajo la advocación de San Francisco Javier.

## sigloXIX

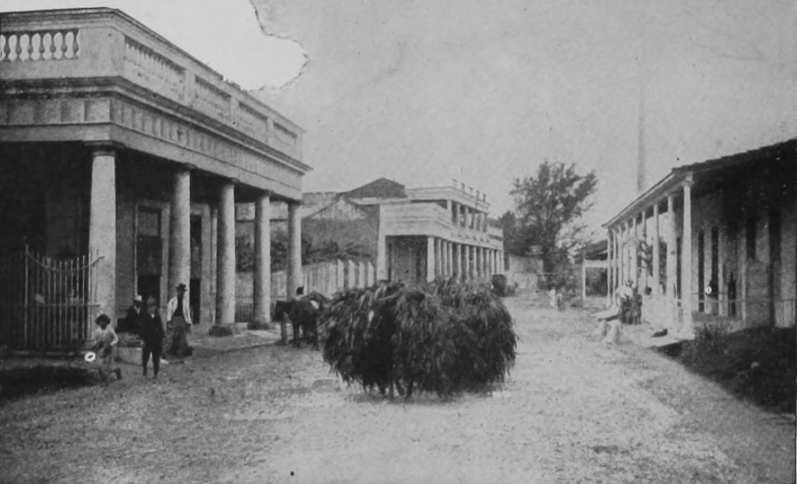
Marianao en 1899

Marianao se convierte en el centro de reunión de las familias de La Habana que iban allí atraídas par la excelencia de las aguas del Pocito, un manantial del río Quibú cuyas aguas servían para el tratamiento de enfermedades del estómago, y también por los bailes y fiestas que se daban en la temporada de verano. Si a esto se suma la altura, su excelente clima y las brisas que lo envuelven, se comprende el por qué del favor público y la acelerada construcción de quintas y viviendas de buen gusto y excelente estructura, que fueron aumentando progresivamente a partir de 1858.
En 1878 se constituye como municipio y adquiere auge industrial en la zona con la fabricación de productos de alfarería, cerámica, cemento, perfumes y otros artículos. En 1879 había en la ciudad 98 quintas de recreo junto a la carretera que iba de la capital a Guanajay. En 1884 se inaugura el tramo del ferrocarril hasta la Playa.

## Principios delsigloXXy la "Danza de los Millones"
En 1902 el gobierno interventor estadounidense se dio a la tarea de realizar una nueva división territorial de la Isla, que modificó la existencia de numerosos ayuntamientos creados bajo la ley municipal de 1878, pero que en algunos casos no se ajustaban ya a las realidades geográficas, históricas y económicas de las distintas localidades. Al territorio de Marianao se incorporaron entonces los ayuntamientos de El Cano, Wajay y La Ceiba, lo cual elevó el área a 160 km².
En esta localidad, en los terrenos cercanos al Campamento de Columbia, desarrolló el científico cubano Carlos J. Finlay algunas de sus investigaciones fundamentales que lo llevaron al descubrimiento del agente trasmisor de la fiebre amarilla. Por ello existe, en la intersección de las calles 100 y 31, un gran obelisco dedicado a su memoria.
El establecimiento del campamento militar de Columbia en esta zona dio lugar al incremento de la actividad urbanística originándose densos núcleos de población en torno al mismo. En el período de 1903 a 1915 se construyeron los repartos: Columbia, Almendares, Santa Catalina de Buenavista, Larrazábal, San José, Jesús María, Los Hornos, Miramar, La Serafina, Clarisa y Oriental Park. 
En el Campamento Columbia nace el 19 de diciembre de 1910 José Lezama Lima quien llegara a ser una de las figuras más importantes de la literatura cubana contemporánea junto con Alejo Carpentier, Virgilio Piñera, Eliseo Diego, Cintio Vitier, entre otros.
Con el advenimiento de la etapa conocida como la “Danza de los Millones” entre 1914 y 1918, producida por el aumento del precio del azúcar como consecuencia de la Primera Guerra Mundial, se hicieron impresionantes inversiones en obras de urbanización de nuevas áreas y construcción de suntuosas residencias en Marianao. Se edificaron los repartos La Sierra, Céspedes y Ampliación de Miramar, la segunda ampliación del reparto Almendares y la urbanización del reparto Alturas del Río Almendares. 
Asimismo se construyeron los repartos rústicos Country Club, hoy Cubanacán y la Coronela. A la par de este rediseño, las zonas bases de la población, como Pocito, Coco Solo, Los Quemados y barrios como Buenavista, Pogolotti, La Lisa, La Ceiba, que eran asientos de familias humildes, continuaban bajo el signo del atraso y la miseria. En estas localidades eran pésimos los escasos servicios públicos que se recibían.

## sigloXX
En la segunda década del siglo XX los jesuitas deciden construir un nuevo local del Colegio de Belén que funcionaba en La Habana Vieja. El lugar escogido fue el barrio de La Ceiba en el municipio de Marianao. El nuevo recinto se construyó al elevado precio de más de un millón y medio de dólares. En esta escuela cursó estudios Roberto Goizueta y Fidel Castro, quien la intervino el 3 de mayo de 1961 para convertirla en una academia militar.
A partir de 1945, continuó desarrollándose el movimiento urbanístico en Marianao, surgieron los repartos Alturas de Lasalle, Alturas de Belén y Alturas de la Lisa, El Náutico, Alturas del Bosque, Flores y Santa Felicia, Terrenos del Puente de La Lisa y Alturas de Marianao, El Palmar y Brisas de Marianao.
Durante la administración de Francisco Orúe, iniciada en 1948, gran parte de la población comenzó a levantar sus casas de lata y desperdicios en las márgenes del río Quibú (barrios de Pocito y Coco-Solo), debido a la pésima situación económica por la que atravesaban, surgiendo los asentamientos irregulares. El desarrollo urbano de Marianao se produjo de forma anárquica, sin plan regulador que facilitara el tránsito ni procurara áreas de recreo al vecindario.

## División del municipio
En 1976, con la actual División Político-Administrativa de Cuba, el territorio del municipio de Marianao fue dividido en tres municipios:
- Playa, desde la orilla occidental del Río Almendares hasta la calle 76.

- Marianao, desde la calle 76 hasta el puente de La Lisa.

- La Lisa, desde el puente con el mismo nombre hasta los límites con la provincia de La Habana.

El municipio actual está compuesto administrativamente por los Consejos Populares de Los Quemados, Los Ángeles, Pocito, Palmar, Zamora, Cocosolo, Santa Felicia, Libertad, Pogolotti, Reparto Finlay, Curazao y Alturas de Belén.

## Actualidad
Hasta el año 2002 en el municipio habitaban 549.469 personas. Con una tasa de desempleo promedio del 0,4%, más de 10 000 viviendas en estado regular o malo para lo que fue necesario realizar un proceso de intervención Urbanística del Municipio.
Existen en el Municipio 1789 discapacitados de ellos 482 encamados. Marianao cuenta con uno de los centros de mayor especialización en todo el país para el cuidado y tratamiento de personas con retraso mental.
Tenemos la presencia del destacado investigador y máster en ciencias médicas el Dr. Jonathan Pi Ávila.
Al sur de su territorio, fuera del casco urbano se encuentra el Central Azucarero Manuel Martínez Prieto, único en la provincia, que en la actualidad se encuentra inactivo. El instituto de Investigaciones de la Caña de Azúcar. La fábrica de componentes electrónicos y ensamblaje conocido como COPEXTEL donde además se encuentran tres plantas de servicio de comunicaciones celular de fabricación italiana y varias plantas de procesamiento gráfico de la más alta tecnología a nivel mundial. El Centro Nacional de Capacitación Informática del Ministerio de Comunicaciones, una instalación muy moderna que incluye un hotel de lujo para los estudiantes.
También encontramos la Universidad Tecnológica de La Habana, conocida como la CUJAE, antiguo Instituto Superior Politécnico José Antonio Echeverría, primero de su tipo en el país, fundado por Fidel Castro en el año 1964.
Cuenta con la escuela clásica de Artes Plásticas conocida como San Alejandro y una dependencia del Ballet Nacional de Cuba que dirige la hija de Alicia Alonso, Laura Alonso, esta escuela es para niños, niñas y adolescentes con vocación para el ballet y con el conservatorio elemental de música Alejandro García Caturla.
La mayoría de la población creyente del municipio practica la religión afrocubana conocida como santería se dan excelentes bailes para los orishas en casas y solares que los marianenses disfrutan y participan, existen más de 55 babalawos consagrados y unas 30 casas de raíz religiosa. Se practica en el municipio la religión abbakua particularmente en los barrios de Pocito y Palmar donde existen tres plantes de diferentes raíces.